# اولیاستای
اولیاستای (به مغولی: ᠤᠯᠢᠶ᠋ᠠᠰᠤᠲᠠᠢ) (به سیرلیک:Улиастай) شهری در استان جافخان کشور مغولستان است که در سال ۱۹۹۷ میلادی دارای ۱۵٬۴۰۰ نفر جمعیت بوده و 
در سال ۲۰۰۸ با رشدی معادل +۰٫۱۷٪ (۸۴۰ نفر)، تعداد سکنه‌های آن به ۱۶٬۲۴۰ رسیده‌است.